# 28527 Kathleenrose
28527 Kathleenrose è un asteroide della fascia principale. Scoperto nel 2000, presenta un'orbita caratterizzata da un semiasse maggiore pari a 2,3372241 UA e da un'eccentricità di 0,1499596, inclinata di 5,42430° rispetto all'eclittica.